# Schwachsinn
Als Schwachsinn wird eine Intelligenzminderung bzw. angeborene Intelligenzschwäche bezeichnet. Der Begriff wird in der Psychiatrie und in der Rechtswissenschaft nicht mehr verwendet. Umgangssprachlich wird der Ausdruck herabsetzend synonym für „Unsinn“ verwendet.

## Etymologie
Im Deutschen Wörterbuch wird Schwachsinn Ende des 19. Jahrhunderts noch als ein Mangel an Empfindung und Verstand beschrieben, das davon abgeleitete schwachsinnig als „stumpfen Geistes, mit verkümmertem Empfindungsleben“. Allmählich übernahm der Begriff als milderer Ausdruck für „Blödsinn“ (früher synonym mit „sekundärer Schwachsinn“ und „Dementia“) dessen Bedeutung als Intelligenzminderung.

## Verwendung in der Psychiatrie

Normalisierte IQ-Verteilung: „Schwachsinn“ entsprach einem IQ von unter 70

In der Psychiatrie galt der Begriff bis ins 20. Jahrhundert hinein als zusammenfassende Bezeichnung für die abgestuften Grade der Intelligenzminderung Debilität (leichte), Imbezillität (mittlere bis schwere) und Idiotie (schwerste). In der psychiatrischen Diagnose entsprach „Schwachsinn“ einem Intelligenzquotienten von unter 70, das heißt mehr als zwei Standardabweichungen vom Mittelwert. Bei angeborenen Formen wurde der Begriff Oligophrenie (von altgriechisch ὁλίγος olígos ‚wenig‘ und φρήν, φρενός phrḗn, phrenós ‚Geist, Gemüt, Zwerchfell‘) synonym gebraucht.
Die Diagnose „(angeborener) Schwachsinn“ gilt in der Psychiatrie heutzutage als veraltet, wertend und diskriminierend und wird nicht mehr verwendet, zumal häufig die Ursachen (z. B. Fragiles-X-Syndrom) bekannt sind. Zudem ist der Begriff unpräzise im Hinblick auf den Grad einer Störung oder eines Defizits. Vom Schwachsinn im weiteren Sinne abzugrenzen ist auch der früher übliche, von Eugen Bleuler als besondere Form von „Schwachsinn“ bzw. „Debilität“ beschriebene und später noch verwendete Begriff Verhältnisblödsinn. Dieser geht meist nicht mit einer Intelligenzminderung einher. Es handelt sich vielmehr um eine erst dann auffällig werdende Störung bzw. psychische Behinderung, wenn der Betreffende, aufgrund einer nicht vorhandenen kritischen Selbsteinschätzung („Mangel an Urteilskraft“) bezüglich seiner eigenen Fähigkeiten, sich in Situationen manövriert, denen er nicht gewachsen ist und den gemäß Bleuler „Nebensachen […] so stark wie Hauptsachen“ bewegen.

## Verwendung in der Rechtswissenschaft
In der juristischen Verwendung war das Wort in Deutschland bis zur Gesetzesänderung im Januar 2021 noch in Gebrauch.
Zum 1. Januar 2021 wurde das Merkmal ersetzt durch die Worte „einer Intelligenzminderung“. Daneben wurde das Merkmal „Abartigkeit“ ersetzt durch das Wort „Störung“. Der Gesetzgeber begründete diese Änderung u. a. damit, die Bezeichnungen seien nicht mehr zeitgemäß, da diese sie „im psychiatrischen und psychologischen Sprachgebrauch keine Verwendung mehr finden und als herabsetzend empfunden werden können“.
Bis dahin stand die Bezeichnung für eine geistige Behinderung (angeborene Intelligenzschwäche ohne nachweisbare Ursache) im Sinne einer Minderung der kognitiven Leistungsfähigkeit eines Menschen. Schwachsinn konnte von der Schuld oder der Verantwortlichkeit für das eigene Handeln befreien, wenn er die Einsicht in das Unrecht oder das Unerlaubte der Handlung verhinderte. 
Ehemalige Gesetzestexte:
Ohne Schuld handelt, wer bei Begehung der Tat wegen einer krankhaften seelischen Störung, wegen einer tiefgreifenden Bewußtseinsstörung oder wegen Schwachsinns oder einer schweren anderen seelischen Abartigkeit unfähig ist, das Unrecht der Tat einzusehen oder nach dieser Einsicht zu handeln.
§ 12 OWiG. Verantwortlichkeit.